# ملعب ستارلايت
ملعب ستارلايت (بالإنجليزية: Starlight Stadium)‏، المعروف سابقًا باسم ملعب ويستهيلز (بالإنجليزية: Westhills Stadium)‏، هو ملعب متعدد الأغراض يقع في لانجفورد ، كولومبيا البريطانية، كندا. يتم استخدام الملعب من قبل نادي باسفيك الذي يلعب في الدوري الكندي الممتاز لكرة القدم. كما يستخدمه فريق رغبي كندا ، وكذلك فريق كرة القدم الكندي ويستشور ربيبلز للناشئين. على المستوى الدولي، فإن استخدامه الأكثر أهمية كان استضافة منافسة رغبي كندا للسباعيات النسائية التي هي جزء من بطولة العالم للرغبي للسباعيات النسائية.